# Colomascirtus
Genre
Colomascirtus est un genre d'amphibiens de la famille des Hylidae.

## Systématique
Pour Amphibian Species of the World, comme pour l’ITIS, ce genre est invalide et synonyme de Hyloscirtus Peters, 1882.

## Liste des espèces
Selon Amphibian Species of the World (10 juin 2017) :
- Colomascirtus antioquia (Rivera-Correa & Faivovich, 2013)
- Colomascirtus armatus (Boulenger, 1902)
- Colomascirtus caucanus (Ardila-Robayo, Ruiz-Carranza, & Roa-Trujillo, 1993)
- Colomascirtus charazani (Vellard, 1970)
- Colomascirtus chlorosteus (Reynolds & Foster, 1992)
- Colomascirtus condor (Almendáriz, Brito-M., Batallas-R., & Ron, 2014)
- Colomascirtus criptico (Coloma, Carvajal-Endara, Dueñas, Paredes-Recalde, Morales-Mite, Almeida-Reinoso, Tapia, Hutter, Toral-Contreras, & Guayasamin, 2012)
- Colomascirtus larinopygion (Duellman, 1973)
- Colomascirtus lindae (Duellman & Altig, 1978)
- Colomascirtus pacha (Duellman & Hillis, 1990)
- Colomascirtus pantostictus (Duellman & Berger, 1982)
- Colomascirtus princecharlesi (Coloma, Carvajal-Endara, Dueñas, Paredes-Recalde, Morales-Mite, Almeida-Reinoso, Tapia, Hutter, Toral-Contreras, & Guayasamin, 2012)
- Colomascirtus psarolaimus (Duellman & Hillis, 1990)
- Colomascirtus ptychodactylus (Duellman & Hillis, 1990)
- Colomascirtus staufferorum (Duellman & Coloma, 1993)
- Colomascirtus tapichalaca (Kizirian, Coloma, & Paredes-Recalde, 2003)
- Colomascirtus tigrinus (Mueses-Cisneros & Anganoy-Criollo, 2008)

## Publication originale
- (en) William E. Duellman, Angela B. Marion et S. Blair Hedges, « Phylogenetics, classification, and biogeography of the treefrogs (Amphibia: Anura: Arboranae) », Zootaxa, Magnolia Press (d), vol. 4104, no 1,‎ 19 avril 2016, p. 1–109 (ISSN 1175-5334 et 1175-5326, OCLC 49030618, PMID 27394762, DOI 10.11646/ZOOTAXA.4104.1.1).